# Alemu Bekele
Pour les articles homonymes, voir Bekele.
Alemu Bekele Gebre, né le 23 mars 1990 au Bekoji, est un athlète éthiopien naturalisé bahreïni en 2009, spécialiste des courses de fond.

## Biographie
En 2011, lors des championnats d'Asie de Kobe au Japon, Alemu Bekele se classe troisième de l'épreuve du 5 000 mètres, derrière son compatriote Dejene Regassa le Japonais Yuki Sato. L'année suivante, sur la distance de 3 000 mètres, il prend la troisième place des championnats d'Asie en salle d'Hangzhou, en Chine.
En 2013, aux championnats d'Asie de Pune en Inde, il remporte le titre du 10 000 mètres en 28 min 47 s 26, devant son compatriote Bilisuma ShugiGelas, et s'adjuge par ailleurs la médaille d'argent du 5 000 m, battu une nouvelle fois par Dejene Regassa. 

## Palmarès
| Date | Compétition                  | Lieu      | Résultat | Épreuve  | Temps           |
| ---- | ---------------------------- | --------- | -------- | -------- | --------------- |
| 2009 | Championnats panarabes       | Damas     | 3e       | 5 000 m  | 14 min 06 s 62  |
| 2011 | Championnats d'Asie          | Kobe      | 3e       | 5 000 m  | 13 min 40 s 78  |
| 2011 | Jeux panarabes               | Doha      | 6e       | 1 500 m  | 3 min 40 s 83   |
| 2012 | Championnats d'Asie en salle | Hangzhou  | 3e       | 3 000 m  | 7 min 48 s 04   |
| 2013 | Championnats panarabes       | Doha      | 1er      | 10 000 m | 29 min 43 s 45  |
| 2013 | Championnats d'Asie          | Pune      | 2e       | 5 000 m  | 13 min 57 s 23  |
| 2013 | Championnats d'Asie          | Pune      | 1er      | 10 000 m | 28 min 47 s 26  |
| 2014 | Jeux asiatiques              | Incheon   | 2e       | 5 000 m  | 13 min 27 s 98  |
| 2015 | Jeux mondiaux militaires     | Mungyeong | 1er      | Marathon | 2 h 15 min 07 s |

## Records
| Épreuve  | Performance    | Lieu    | Date        |
| -------- | -------------- | ------- | ----------- |
| 5 000 m  | 13 min 18 s 00 | Rabat   | 9 juin 2013 |
| 10 000 m | 27 min 56 s 20 | Hengelo | 27 mai 2012 |